# Edward McKendree Bounds
Edward McKendree Bounds, mest känd som E.M. Bounds, född 15 augusti 1835 i Shelby County, Missouri, död 24 augusti 1913, var en amerikansk författare, advokat och medlem av prästerskapet i Methodist Episcopal Church South. 
Han skrev elva böcker, av vilka nio handlade om bön. Han var en bönens man, och hans mest kända verk, "Power through prayer", översattes tidigt till svenska, med titeln "Predikanten och bönen". Den lästes flitigt inom helgelserörelsen och pingströrelsen.
Bara två av Bounds böcker gavs ut under hans livstid.

## Publicerade verk
- Power Through Prayer
- Prayer and Praying Men
- Purpose in Prayer
- The Essentials of Prayer
- The Necessity of Prayer
- The Possibilities of Prayer
- The Reality of Prayer
- The Weapon of Prayer
- Preacher and Prayer
- Satan: His Personality, Power and Overthrow
- Heaven: A Place - A City - A Home
- The Ineffable Glory: Thoughts on the Resurrection
- The Collected Works of E. M. Bounds